# Șura Mare
Șura Mare (deutsch Großscheuern, siebenbürgisch-sächsisch Griissscheiern, lateinisch Magnum Horreum, ungarisch Nagycsűr) ist eine Ortschaft in der Region Siebenbürgen in Rumänien.

## Lage
Șura Mare liegt im Kreis Sibiu, sieben Kilometer nordöstlich der Kreishauptstadt Sibiu (Hermannstadt) an der Nationalstraße DN14, welche von Hermannstadt nach Mediaș (Mediasch) führt.

## Geschichte und Gegenwart

### Frühe Geschichte
Großscheuern wurde 1337 als Magnum Horreum erstmals in einer päpstlichen Steuerliste erwähnt und gehört damit zu den ältesten Gemeinden um Hermannstadt. Die ungarische Bezeichnung Nagycsűr ist seit 1445 nachweisbar; 1468 wurde erstmals die deutsche Benennung Großschewren verwendet, die später leicht abgewandelt wurde, um in der zweiten Hälfte des 19. Jahrhunderts die heutige Form Großscheuern zu erhalten. In einer Urkunde von 1854 wird erstmals der rumänische Name Șura Mare erwähnt.
Die Ortschaft wurde mehrmals zerstört und geplündert: 1529 von Truppen aus der Moldau, 1600 von Mihai Viteazul und Anfang des 18. Jahrhunderts mehrmals von den Kuruzen.
Dennoch hatten sich die Dorfbewohner bereits im ersten Drittel des 18. Jahrhunderts von den Kriegswirren erholt, so dass sie die größten Steuerträger des Hermannstädter Stuhls bildeten.
Schulkinder wurden bereits 1512 in Großscheuern erwähnt. 1724 und 1748 wurden Reparaturkosten für das Schulgebäude vermerkt. Da im alten Schulgebäude die wachsende Kinderzahl nicht mehr untergebracht werden konnte, wurde 1863 eine neue Schule für 8400 Gulden gebaut.
1905 wurde ein großer und moderner Gemeindesaal seiner Bestimmung übergeben; 1907 wurde die Gemeinde an das elektrische Stromnetz angeschlossen.

### Jüngere Geschichte
Während des Ersten Weltkrieges fanden im Oktober 1916 kleinere Kämpfe zwischen österreichischen und rumänischen Einheiten auf dem Gemeindegebiet statt. Die Mehrheit der Einwohner floh. Der Krieg forderte 48 Todesopfer unter den Dorfbewohnern.
Im Zweiten Weltkrieg zogen im Herbst 1944 sowjetische Truppen durch die Gemeinde. Deutsche Kampfflugzeuge bombardierten daraufhin das Dorf. Dabei entstand großer Schaden. Die Bewohner sahen sich abermals gezwungen zu fliehen und kehrten erst einige Wochen später in ihre ausgeplünderten Häuser zurück.
Bis zum Ende des Krieges waren im Ort verschiedene sowjetische Militäreinheiten und ein Pferdefeldspital untergebracht. Ihre genaue Zahl ist nicht bekannt, ging jedoch in die Tausende: auf jedem sächsischen Hof waren an die hundert Mann einquartiert. Die abgemagerten und verwahrlosten Soldaten vernichteten große Teile des Pfarr-, Schul- und Notenarchivs sowie der Schulbücherei, indem sie wertvolle Unterlagen zum Einheizen verwendeten.
Am 13. Januar 1945 und den folgenden Tagen wurden 223 Männer und Frauen in die Sowjetunion deportiert, von denen 21 Männer und ein Mädchen in der Verschleppung starben. Am Ende des Zweiten Weltkriegs hatten die Siebenbürger Sachsen in Großscheuern 105 Kriegsopfer zu beklagen.
Durch das Bodenreformgesetz vom 23. März 1945 wurde die deutsche Bevölkerung nahezu komplett enteignet.

### Bevölkerungsstatistik
| In Șura Mare | 1880 | 1930 | 1939 | 1977 | 1992 | 2002 | 2011* | 2021* |
| ------------ | ---- | ---- | ---- | ---- | ---- | ---- | ----- | ----- |
| Deutsche     | 981  | 1492 | 1718 | 1456 | 108  | 41   | 41    | 2     |
| Rumänen      | 573  | 703  | 843  | 1476 | 2148 | 2400 | 3744  | 3332  |
| Roma         | 111  | 138  | –    | 67   | 16   | 122  | 172   | 14    |
| Ungarn       | 3    | 10   | –    | 10   | 10   | 12   | 250   | 151   |
| Sonstige     | 22   | –    | –    | 3    | –    | –    | 263   | 426   |
| Gesamt       | 1690 | 2343 | 2561 | 3013 | 2287 | 2575 | 4470  | 3925  |

## Sehenswürdigkeiten
- Die evangelische Wehrkirche als dreischiffige romanische Basilika mit Westturm 1238 erbaut, wurde in den Türkenkriegen zerstört und um 1500 zur Wehrkirche im gotischen Stil umgebaut, hat einen Barockaltar (1744) und wurde 1980–1982 renoviert. Der heutige Turm wurde um 1300 im Westen der Kirche errichtet und hat ein mehrfach abgetrepptes Spitzbogenportal sowie frühgotische Zwillingsfenster und Nischen. Über dem romanischen Chor wurde ein Wehrgeschoss aufgebaut, welches fünf Seiten des Zehnecks im Osten abschließt. Das Turmerdgeschoss und das erste Obergeschoss haben einfache Kreuzgewölbe, während das zweite Obergeschoss ein Rippengewölbe besitzt. 1854 wurde der Turm erhöht und erhielt sein heutiges steiles Dach. Das Gestühl im Chor von 1716 ist mit Blumenornamenten verziert und das Marmortaufbecken mit einem geschnitzten Holzaufsatz wird in das Jahr 1758 datiert.[4] Die Kirche und das Pfarrhaus werden im 13. Jahrhundert errichtet, im 19. Jahrhundert erneuert und beide stehen unter Denkmalschutz.[5]
- Die rumänische-orthodoxe Kirche Buna Vestire 1722 errichtet, steht unter Denkmalschutz.[5]

## Karitatives
Seit dem 1. Mai 2009 gibt es in der Grundschule von Șura Mare ein Tageszentrum für bedürftige Kinder. In diesem bekommen 15 Kinder der ethnischen Minderheit der Roma und 17 rumänische Kinder eine warme Mahlzeit und pädagogische Betreuung. Außerdem werden sie auch psychologisch betreut, da viele von ihnen schwere psychosoziale Traumen aufweisen. Initiator sind die Asociația Speranță și Sâmbet und der Verein Kinderhilfe für Siebenbürgen. Seit 2011 ist das Tageszentrum für 35 Kinder mit dem Namen „Pippi Langstrumpf“ in einem angemieteten Haus in Sibiu untergebracht.

## Persönlichkeiten
- Goblinus (14. Jahrhundert), katholischer Bischof von Karlsburg (1376–1386)[7]
- Hieronymus Ostermayer (* ~1500–1561), Gelehrter und Organist[8]
- Johann Haupt (17. Jahrhundert), war von 1670 bis 1675 Stuhlrichter in Hermannstadt, von 1678 bis 1685 Bürgermeister sowie von 1685 bis 1686 Königsrichter.